# Sapria himalayana
Sapria himalayana är en tvåhjärtbladig växtart som beskrevs av William Griffiths. Sapria himalayana ingår i släktet Sapria, och familjen Rafflesiaceae. Inga underarter finns listade i Catalogue of Life.